# Nederland op het Eurovisiesongfestival 1996
Nederland nam deel aan het Eurovisiesongfestival 1996 in de Noorse hoofdstad Oslo. Het was de 38ste deelname van het land op het Eurovisiesongfestival. De NOS was verantwoordelijk voor de Nederlandse bijdrage.

## Selectieprocedure
Het Nationaal Songfestival van 1996 kende vijf voorrondes en een finale. In elke voorronde trad één artiest aan met drie liedjes, waarvan het winnende lied doorging naar de finale. De finale werd op 3 maart 1996 gehouden in de Cinevideo Studio in Almere en werd gepresenteerd door Ivo Niehe. De winnaar werd gekozen door 13 jury's (twaalf provinciale jury's en een landelijke jury).

### Voorronde 1 -Roland Verstappen
| Volgorde | Lied                         | Percentage | Plaats |
| -------- | ---------------------------- | ---------- | ------ |
| 1        | Dan dansen wij               | 13%        | 3      |
| 2        | Een woord van jou            | 14%        | 2      |
| 3        | Ik wil alleen walsen met jou | 73%        | 1      |

### Voorronde 2 - Gina de Wit
| Volgorde | Lied                  | Percentage | Plaats |
| -------- | --------------------- | ---------- | ------ |
| 1        | De kracht van je hart | 17%        | 3      |
| 2        | De wereld is van jou  | 57%        | 1      |
| 3        | Jij hoort bij mij     | 26%        | 2      |

### Voorronde 3 -Maxine&Franklin Brown
| Volgorde | Lied                       | Percentage | Plaats |
| -------- | -------------------------- | ---------- | ------ |
| 1        | Wie weet wat morgen brengt | 21%        | 3      |
| 2        | De eerste keer             | 54%        | 1      |
| 3        | Dat woordje wij            | 25%        | 2      |

### Voorronde 4 -Lucretia van der Vloot
| Volgorde | Lied                  | Percentage | Plaats |
| -------- | --------------------- | ---------- | ------ |
| 1        | Neem me mee           | 16%        | 3      |
| 2        | Hoe hoger je klimt    | 39%        | 2      |
| 3        | Neem de tijd voor mij | 45%        | 1      |

### Voorronde 5 -Clau-dya's
| Volgorde | Lied              | Percentage | Plaats |
| -------- | ----------------- | ---------- | ------ |
| 1        | Met of zonder jou | 27%        | 3      |
| 2        | Als je hart klopt | 40%        | 1      |
| 3        | Mozart            | 33%        | 2      |

### Finale
| Volgorde | Artiest                 | Lied                         | Punten | Plaats |
| -------- | ----------------------- | ---------------------------- | ------ | ------ |
| 1        | Gina de Wit             | De wereld is van jou         | 40     | 2      |
| 2        | Maxine & Franklin Brown | De eerste keer               | 51     | 1      |
| 3        | Roland Verstappen       | Ik wil alleen walsen met jou | 9      | 5      |
| 4        | Clau-dya's              | Als je hart klopt            | 12     | 4      |
| 5        | Lucretia van der Vloot  | Neem de tijd voor mij        | 31     | 3      |

## In Noorwegen
In 1996 moest ieder land (behalve gastland Noorwegen) eerst deelnemen aan een eenmalige audio-voorronde, waarin werd bepaald welke landen definitief aan het Eurovisiesongfestival mochten deelnemen. Nederland eindigde hierin op de negende plaats en kwalificeerde zich hiermee ruimschoots.
Tijdens het Eurovisiesongfestival trad Nederland als 15de van 23 landen aan, na Slovenië en voor België. Op het einde van de puntentelling stonden Maxine & Franklin Brown op de achtste plaats met 72 punten, maar door een misverstand waren hier de zes punten van Spanje, die bestemd waren voor Nederland, niet bij opgeteld. Achteraf werd deze fout hersteld, waardoor Nederland officieel op de zevende plaats eindigde met een totaal van 78 punten. Van Oostenrijk ontving de Nederlandse inzending het maximum van 12 punten. België had er 1 punt voor over.

### Gekregen punten
| 12 punten                     | 10 punten   | 8 punten      | 7 punten                          | 6 punten           |
| ----------------------------- | ----------- | ------------- | --------------------------------- | ------------------ |
| - Oostenrijk                  | - Frankrijk | - Zweden      | - Polen - Portugal                | - Spanje           |
| 5 punten                      | 4 punten    | 3 punten      | 2 punten                          | 1 punt             |
| - Cyprus - Ierland - Slovenië | - Estland   | - Zwitserland | - Bosnië en Herzegovina - IJsland | - België - Turkije |

### Punten gegeven door Nederland
Punten gegeven in de finale:
| 12 punten | Ierland     |
| 10 punten | Noorwegen   |
| 8 punten  | Zweden      |
| 7 punten  | Turkije     |
| 6 punten  | Portugal    |
| 5 punten  | Kroatië     |
| 4 punten  | Zwitserland |
| 3 punten  | Estland     |
| 2 punten  | België      |
| 1 punt    | Griekenland |

1956 · 1957 · 1958 · 1959 · 1960 · 1961 · 1962 · 1963 · 1964 · 1965 · 1966 · 1967 · 1968 · 1969 · 1970 · 1971 · 1972 · 1973 · 1974 · 1975 · 1976 · 1977 · 1978 · 1979 · 1980 · 1981 · 1982 · 1983 · 1984 · 1985 · 1986 · 1987 · 1988 · 1989 · 1990 · 1991 · 1992 · 1993 · 1994 · 1995 · 1996 · 1997 · 1998 · 1999 · 2000 · 2001 · 2002 · 2003 · 2004 · 2005 · 2006 · 2007 · 2008 · 2009 · 2010 · 2011 · 2012 · 2013 · 2014 · 2015 · 2016 · 2017 · 2018 · 2019 · 2020 · 2021 · 2022 · 2023 · 2024 · 2025